# 1987 SO5
1987 SO5 är en asteroid i huvudbältet som upptäcktes den 30 september 1987 av den danska astronomen Poul Jensen vid Brorfelde-observatoriet.
Asteroiden har en diameter på ungefär 9 kilometer.